# پوشاک یونان باستان

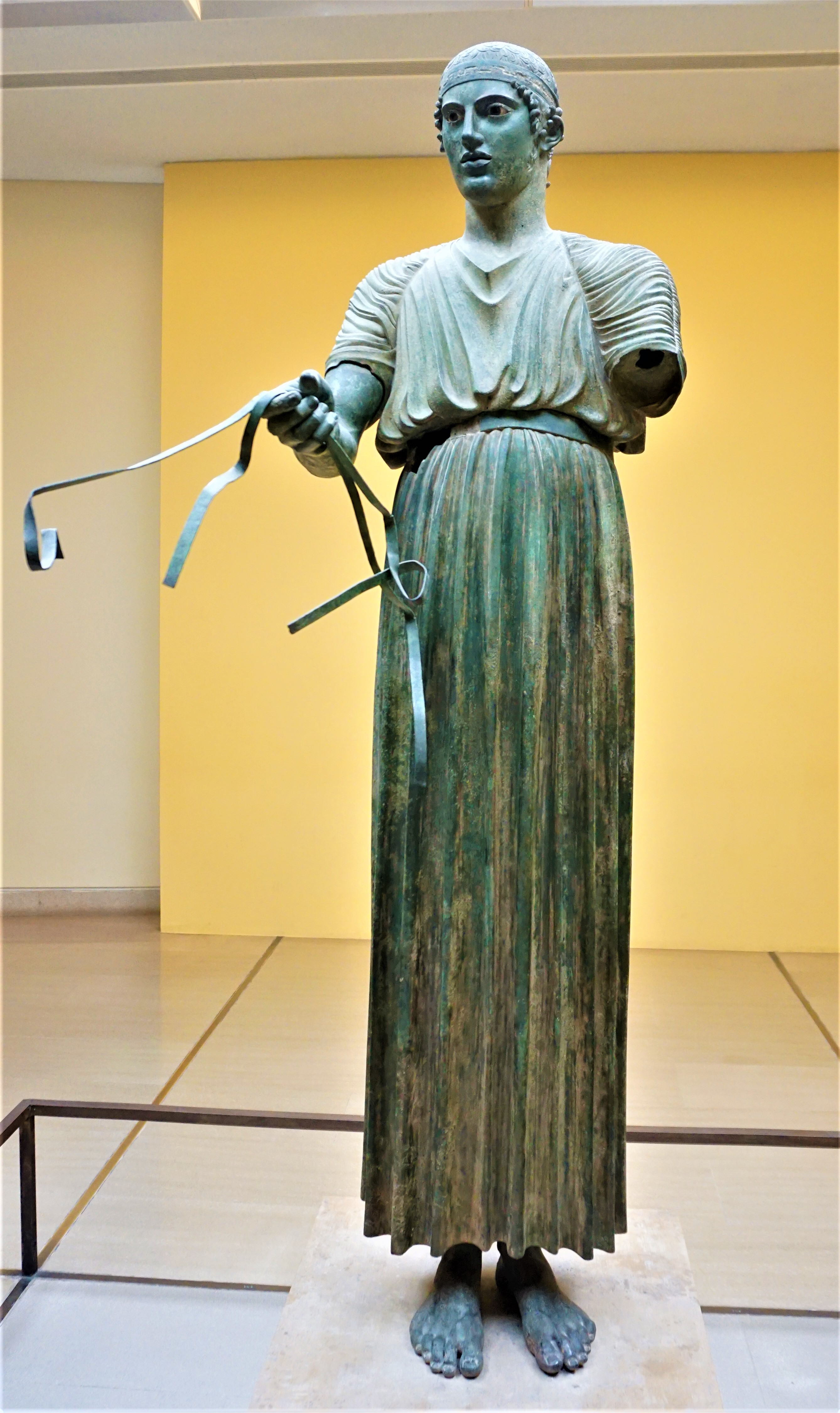
ارابه سوار دلفی که کیتون به تن دارد.

یونانی‌ها ملتی بودند که به دلیل نگرش انسان گرایانه‌شان استفاده از پوشاک در نزد آنها بسیار با نوع و شیوه زیست شان همخوانی داشت. در یونان جامه‌ای کلاسیک باب بوده با ویژگی عام که همان داشتن دراپ است. پیروی یونانیان از فرم‌های شناخته شده و فراگیر همچون شکل‌های بدوی، ساده و با عناصری همراه با جذابیت، گیرایی و جلب توجه سبک شرقی با استفاده از الگوهایی از دل اساطیر و معماری و سفالینه‌هایشان خود را به کامل‌ترین نمونه‌های لباس پوشی آن دوره تبدیل کرده بود تا برای قرن‌های متمادی مورد استفاده و الگوبرداری اقوام مختلف و از جمله رومی‌ها قرار بگیرد.

## اقسام لباس یونانی
اقسام پوشاک یونانی شامل موارد زیر بودند:
1. کیتون Chiton
2. هماتیون Himation
3. پپلوس Peplos
4. کلامیس Chlamys

### کلامیس
کلامیس (Chlamys) شنلی تابستانی و سبک بود که در اصل در هنگام سوارکاری بکارمی رفت. بعدها مورد استفاده جوانان قرار گرفت. در جلوی گردن با یک قلاب یا سنجاق محکم می‌شد. از پارچه‌های مرغوب پشمی تهیه می‌شد و به روی کیتون پوشیده می‌شد. ابعاد آن ۱۸۰×۹۰ سانتیمتر بود در ابتدا مورد استفاده جوانان و نظامیان بود اما بعدها مورد استفاده همگان قرار گرفت. بردگان ژاکت چرمی و شلوار می‌پوشیدند که نشانه توحش آن‌ها بود.

### کیتون
پرکاربردترین و همه گیرترین جامه تونیکی بود بنام کیتون (Chiton)؛ که از قرن ۷ق م تا قرن نخست. م توسط یونانیان چه زن و چه مرد استفاده می‌شد. این یکپارچه مستطیلی بود که همچون پیراهنی بلند استفاده می‌شد تا مچ پا می‌رسید و با دو سنجاق قفلی مانند به نام فیبولا در سرشانه محکم می‌شد دارای یک بند چرمی در کمر بود. در نوع مردانه قد آن تا روی زانو بودکه دست چپ را می‌پوشاندند و دست راست را برای تسهیل در عملکرد کار و فعالیت روزانه برهنه نگه می‌داشتند. مردان فقط در مراسم رسمی از نوع بلند آن استفاده می‌کردند. جنس آن عموماً از پشم یا کتان دو لا بود که نوع دوریانی آن از پشم بسیار لطیف تهیه می‌شد و در بالاتنه آزادتر بود. پشم در قرن ۵ پیش از میلاد توسط یونانیان چیده رنگرزی و تبدیل لباس می‌شد و کتان از تمدن اژه ای وارد فرهنگ پوشش یونانیان شد. در مدل رومی آن تجمل و تزیینات فراوان مورد استفاده قرار می‌گرفت. رنگ کیتون عمومن به رنگ سفید یا شیری بود.

### هیماتیون
قطعه دیگر پوشش یونانیان که هیماتیون (Himation) نام داشت عموماً رنگی انتخاب می‌شد که زنان از رنگ‌های شاد و درخشان و در تئاتر و مراسم رسمی این رداها با رنگ‌های تیره‌تر و با تنوع رنگی بیشتر استفاده می‌شد. هماتیون شبیه ردایی بود که در اصل از اگزومیس ایده گرفته شده بود و آن پارچه‌ای پشمی با ابعاد ۱۳۵×۲۷۰ سانتیمتر بود که زنان و مردان به دور خود می‌پیچیدند. مردان جوان و فلاسفه آن را بدون کیتون می‌پوشیدند که در آن صورت یک کمربند چرمی در زیر می‌بستند. کمربندها عموماً به شکل نوار چرمی یا تسمه‌ای بافته شده بود که برای مردم عادی نوع ساده آن استفاده می‌شد و فاحشه‌ها نوع طلاکاری شده و زری دوزی شده را مورد استفاده قرار می‌دادند. در مراسم سوگواری از هیماتیون به رنگ قهوه‌ای و بدون کمربند استفاده می‌کردند.

### پپلوس
پپلوس (peplos) نام قطعه از پوشاک بانوان بود که پارچه یا همان شال مستطیلی از پشم بدون درز بود که آن را به روی سرشانه خود می‌انداختند.

#### سرپوش و پاپوش
زنان یونانی دارای سرپوش کلاه شکل گرد و حباب مانند بودند و مردان خصوصاً نظامیان از سرپوشی کلاه نمدی بنام باشلوق استفاده می‌کردند.
پاپوش در هر دو جنس مرد و زن یکسان بود و تنها تنوع در نوع و شکل بستن بندهای سندل‌های چرمی آن‌ها بود. کف سندل از چرم ضخیم یا از چوب بود.